# Canal de Montech
El canal de Montech (o canal de l'embranchement de Montauban del canal lateral de la Garona) és un canal francès que uneix el riu Tarn al Canal lateral de la Garona.

## Geografia
Situat al departament del Tarn-et-Garonne a la regió de Migdia-Pirineus. Té un recorregut d'11 quilòmetres i uneix Montech i Montauban.
| Km acumulats | Número de la resclosa | Nom de la resclosa | Caiguda                       | Tipus  | Distància amb la resclosa següent |
| ------------ | --------------------- | ------------------ | ----------------------------- | ------ | --------------------------------- |
| 0            | 1 bis.                | Noalhac            | 2,61 m                        | Simple | 4477 m                            |
| 4,477        | 2 bis.                | Lamothe            | 2,71 m                        | Simple | 223 m                             |
| 4,700        | 3 bis.                | Fisset             | 2,55 m                        | Simple | 300 m                             |
| 5,000        | 4 bis.                | Brétoille          | 2,58 m                        | Simple | 1000 m                            |
| 6,000        | 5 bis.                | Mortarieu          | 2,61 m                        | Simple | 350 m                             |
| 6,350        | 6 bis.                | La Terrasse        | 2,57 m                        | Simple | 350 m                             |
| 6,700        | 7 bis.                | Rabastens          | 2,80 m                        | Simple | 200 m                             |
| 6,900        | 8 bis.                | Verlhaguet         | 3,07 m                        | Simple | 2000 m                            |
| 8,900        | 9 bis.                | Bordebasse         | 1,65 m                        | Simple | 1,300 m                           |
| 10,200       | 10-11 bis.            | Montauban          | Segons el nivell del riu Tarn | Doble  | 300 m                             |

## Història
Es va construir al mateix temps que el Canal lateral de la Garona, del qual és una branca per arribar fins a Montauban i el riu Tarn, que a l'època era navegable, d'aquí al segon nom, el canal de l'embranchement de Montauban
Va ser tancat el 1990 a la navegació per tal de renovar-lo completament, totes les rescloses van ser automatitzades. Es va reobrir el 2003 i va permetre de nou unir el Tarn i Montauban amb el Canal de la Garona.

## Port Canal: a Montauban

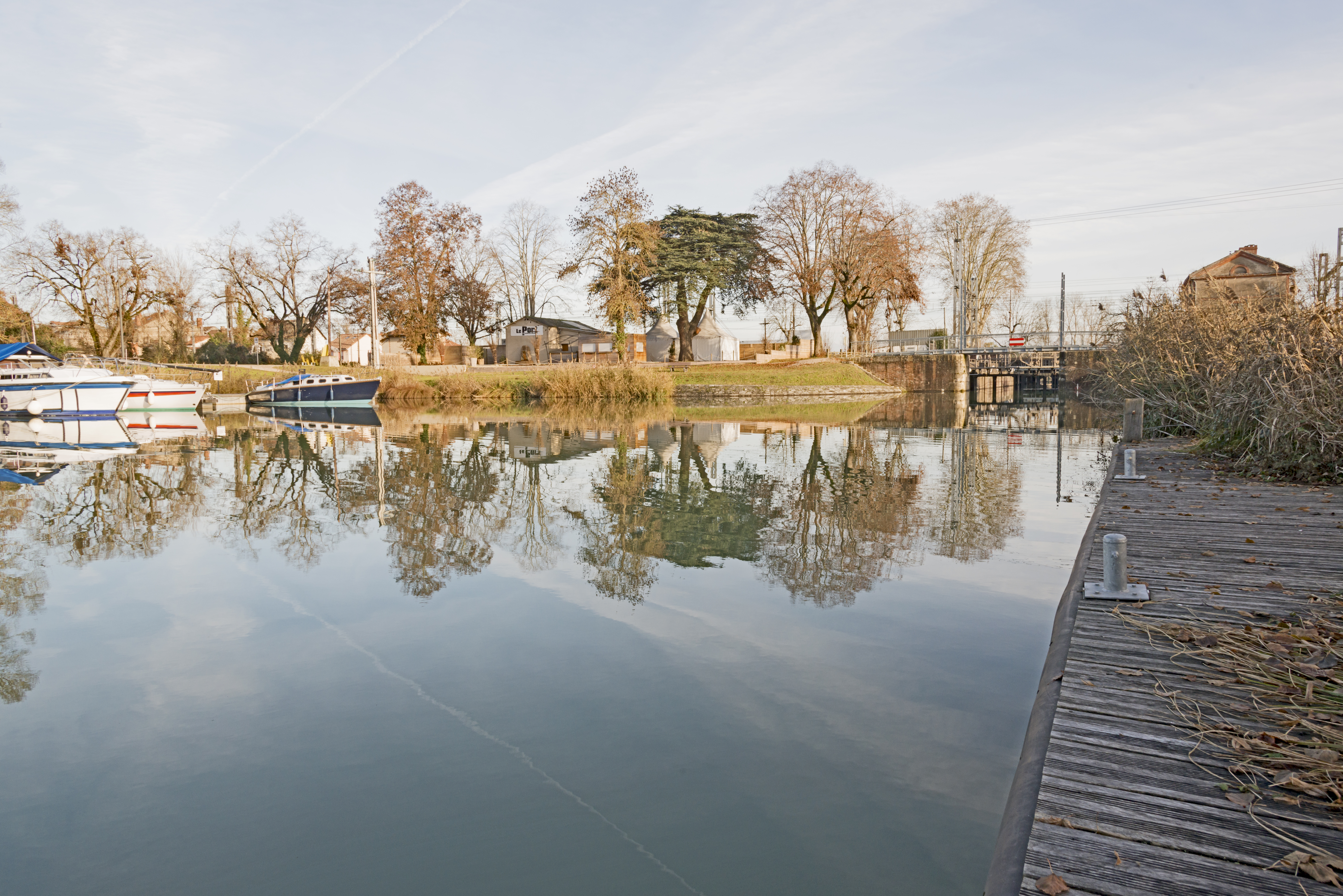
El bloqueig a la Tarn.
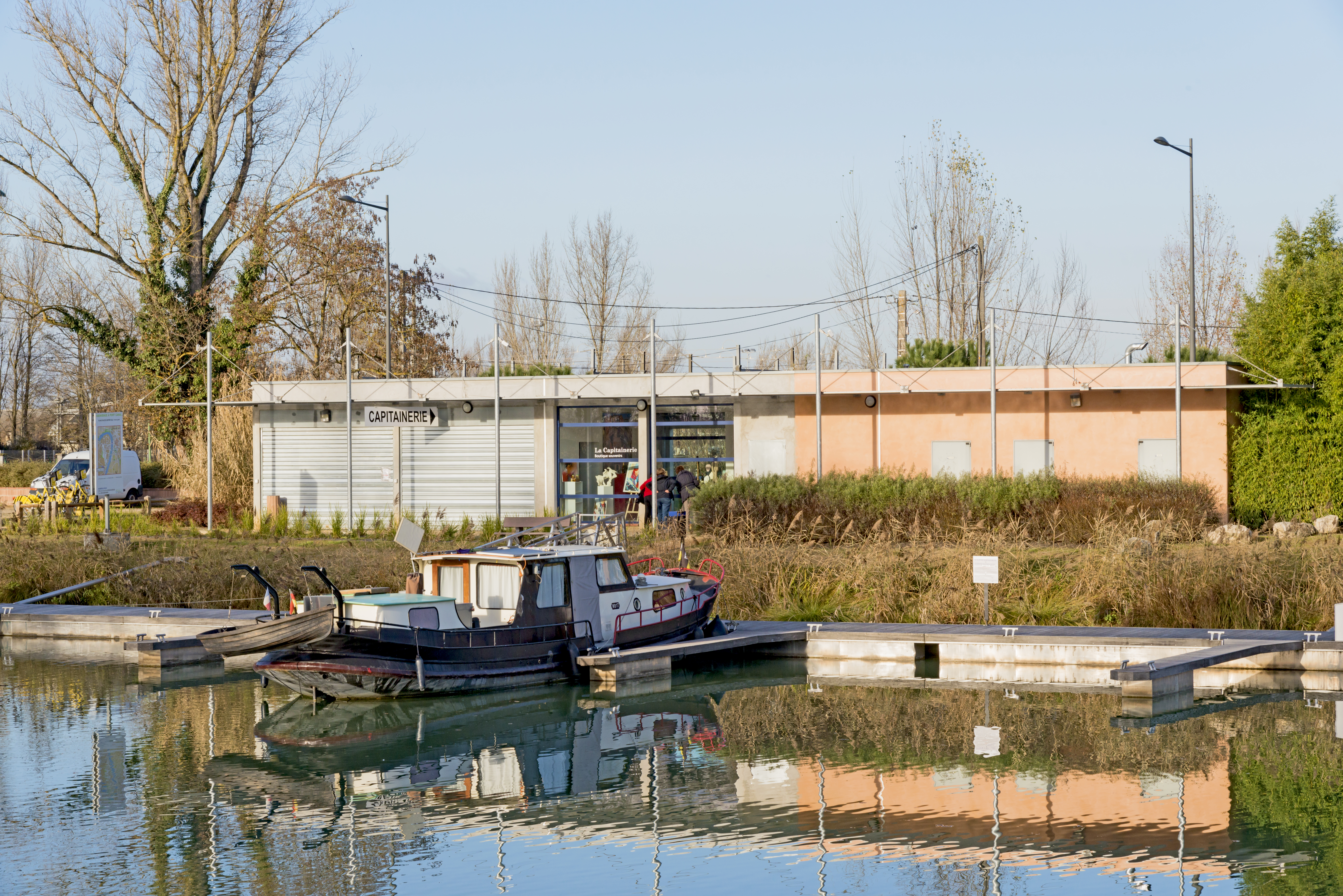
Capitania
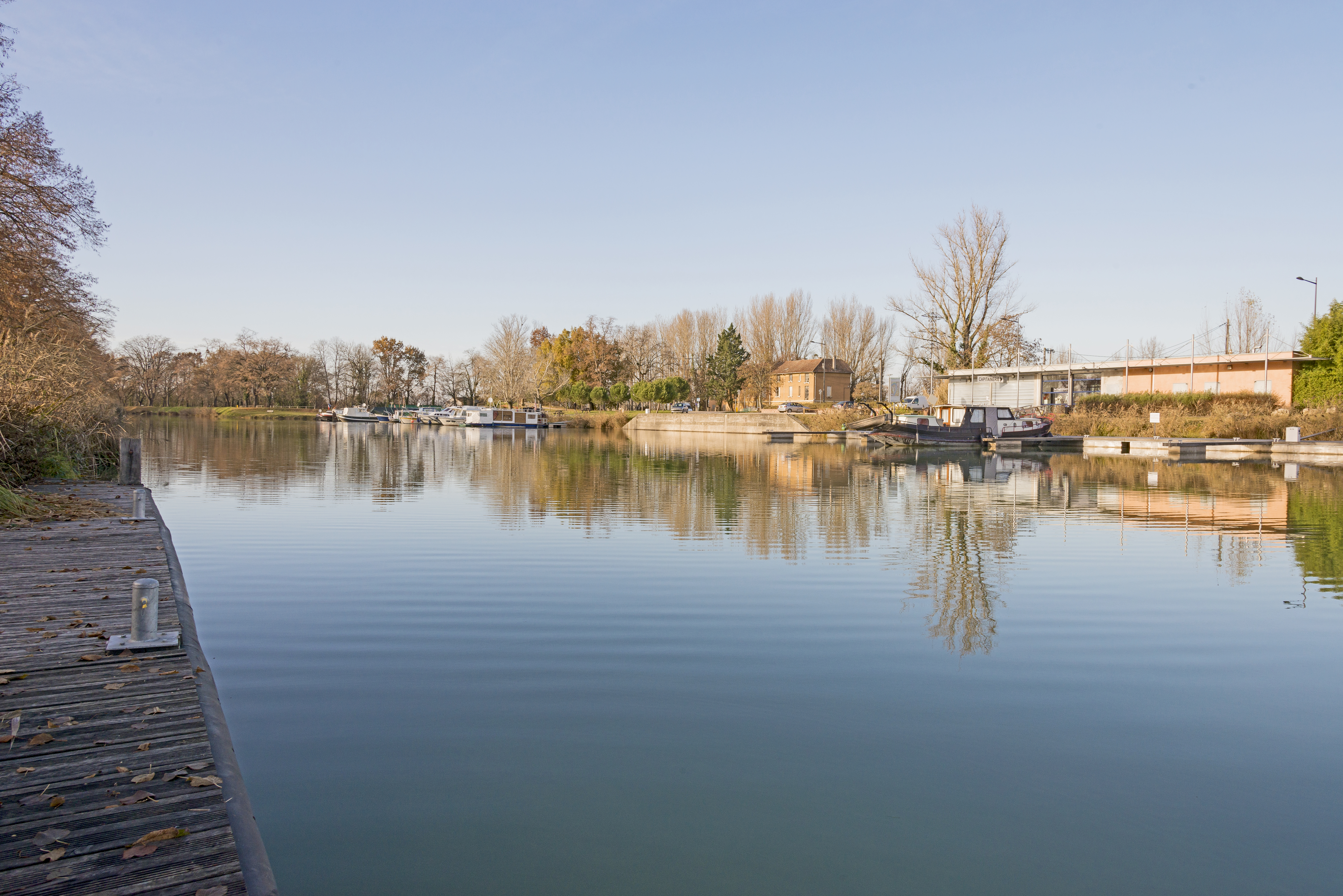
'Port Canal' a Montauban